# Daniel Levinson
Daniel J. Levinson (Nova York, 28 de maio de 1920 – New Haven, Connecticut, 12 de abril de 1994), psicólogo, foi um dos fundadores do campo do desenvolvimento adulto positivo.

## Carreira
Levinson é mais conhecido por sua teoria da visão de crise em estágio, no entanto, ele também fez grandes contribuições para os campos da psicologia comportamental, social e do desenvolvimento. Seu interesse pelas ciências sociais começou com estudos sobre personalidade e autoritarismo, e acabou progredindo para estudos sobre desenvolvimento. Muito influenciado pelo trabalho de Erik Erikson, Elliott Jaques e Bernice Neugarten, sua visão fase-crise buscou incorporar todos os aspectos do desenvolvimento adulto para estabelecer uma abordagem mais holística para a compreensão do ciclo vital. Ao fazer isso, Levinson discutiu as várias tarefas e/ou crises de desenvolvimento que devem ser abordadas em cada estágio, bem como como elas contribuem para a progressão do desenvolvimento. Apesar de muita controvérsia em torno de seus métodos de pesquisa, Levinson entrevistou homens e mulheres para descobrir padrões concretos que ocorrem em faixas etárias semelhantes. Por meio desses estudos, ele determinou que homens e mulheres progridem essencialmente no mesmo ciclo de vida, mas se diferenciam no que ele chama de "O Sonho". Ele publicou suas descobertas e teoria em seus dois livros principais, The Seasons of a Man's Life and The Seasons of a Woman's Life; ambos permanecem como publicações influentes no campo da psicologia. Sendo de natureza simples e aberto a mais investigações, o legado e as contribuições duradouras de Daniel Levinson são principalmente para a teoria e implicam profundas implicações para a psicologia social e comportamental.

## Publicações
- Levinson, D. J., com Darrow, C. N, Klein, E. B. & Levinson, M.  (1978). Seasons of a Man's Life.  New York: Random House. ISBN 0-394-40694-X
- Levinson, D. J., com Levinson, J. D. (1996). Seasons of a Woman's Life.  New York, NY: Alfred A. Knopf. ISBN 0-394-53235-X
- Levinson, D. J. (1986) A conception of adult development. American Psychologist, 4, pp. 3–13. doi: 10.1037/0003-066X.41.1.3.
- Levinson, D. J. (1959). Role, personality, and social structure in the organizational setting. The Journal of Abnormal and Social Psychology, 58, pp. 170–180.
- Levinson, D. J. (1977). The mid-life transition: A period in adult psychosocial development. Journal for the Study of Interpersonal Processes, 40, pp. 99–112.
- Adorno, T. W., Frenkel-Brunswik, E., Levinson, D. J., & Sanford, R. (1950). The Authoritarian Personality. Oxford, England: Harpers.